# Lud Verhees
Ludovicus August Verhees (1908 - 1989) was een freelance journalist en medisch technicus.

## Werk
Hij werkte bij de technische dienst van Hornerheide (tegenwoordig CIRO) te Horn, het Groene Kruis te Heerlen en het Laurentius Ziekenhuis te Roermond. Lud Verhees was freelance journalist en schreef o.a. voor de Maas en Roerbode (nu Dagblad de Limburger) en medisch technische bladen zoals het tijdschrift voor confessionele en overheidsinstellingen. De onderwerpen hadden altijd met zijn werk als technicus van medische apparatuur te maken, zoals vacuüm- en zuurstofpompen. Ook bekend zijn de oorlogsverhalen van het leven in het St. Laurentiusziekenhuis van Roermond die hij samenvatte in het boekje "St. Laurentius tussen twee fronten". In de Maas en Roerbode van 1950 valt te lezen dat hij een beter model bedwagen heeft ontworpen. Een draaimechanisme voor in een ziekenwagen.  

## Verheesplank

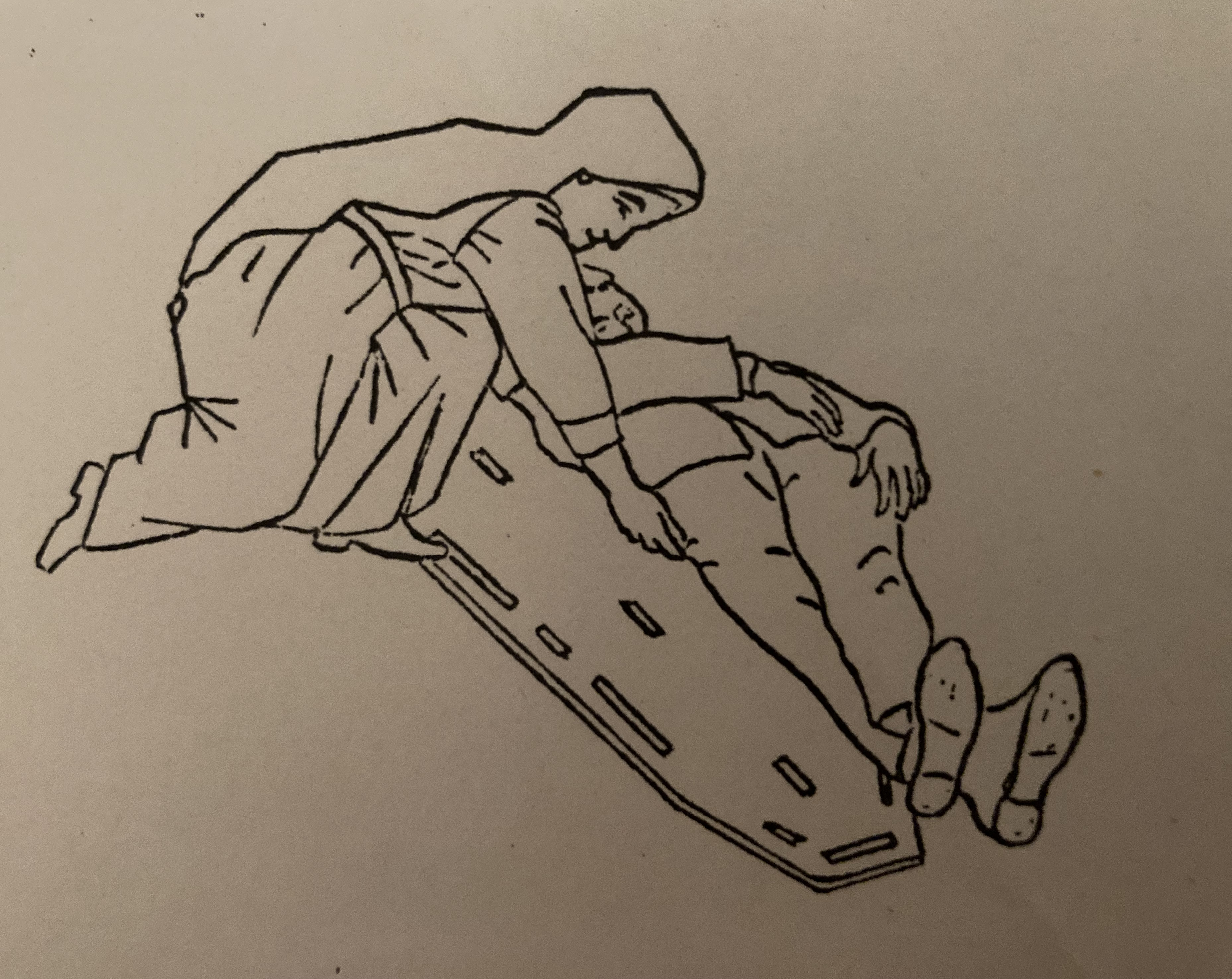
Reddingsplank

Lud Verhees is de uitvinder van o.a. de Roermondse reddingsplank. Deze plank wordt de Verheesplank genoemd. De plank was speciaal bedoeld om gewonden die niet mochten bewegen op de plank te kunnen schuiven zonder te tillen. Een gewonde met wervelbreuken die onder een auto ligt, kan schuivend onder de auto vandaan gehaald worden met de Verheesplank. "Schuiven is beter dan tillen" was zijn uitspraak. De Verheesplank wordt heden ten dage nog in sommige ambulances en brandweerkorpsen gebruikt. Een van de eerste Verheesplanken werd gebruikt bij de reddingsbrigade in het zwembad Hattum te Roermond. De gewonde kan op de plank blijven liggen totdat hij in het ziekenhuis gearriveerd is. Dit is beter omdat bij bewegen meer breuken of verwondingen kunnen ontstaan. 

## Nalatenschap
In de Zuilengalerie van het St. Laurentiusziekenhuis hing de originele Roermondse Verheesplank en het bijzondere is dat er ook nog een geluidsband aanwezig is, waarop Lud Verhees de ontwikkeling en het gebruik van deze plank toelicht. Verder is er een afbeelding geplaatst van Verhees met ‘zijn’ plank in het Jubileumboek ‘Tot Heil der Zieken’. Vanwege de verbouwing van het ziekenhuis, is De Reddingsplank is met zorg in het ziekenhuis bewaard. 